# Йоргос Карагунис
Йоргос Карагунис (на гръцки: Γιώργος Καραγκούνης) е гръцки футболист – полузащитник, роден на 6 март 1977 г. в Пиргос. Настоящ играч на Фулъм, капитан на гръцкия национален отбор. Европейски шампион през 2004 г.

## Клубна Кариера
Карагунис започва кариерата си в Панатинайкос. През 1996 преминава в Аполон Смирнис, където играе два сезона. След това отново е футболист на Панатинайкос. През първия си сезон вкарва 6 гола в 24 мача. През сезон 2000/01 играе във всички срещи на ПАО в Шампионската лига. Успява да вкара на Манчестър Юнайтед от пряк свободен удар. През 2003 е закупен от „Интер“. Там е съотборник с още трима футболисти от балканския полуостров – Деян Станкович, Емре Белозоглу и Синиша Михайлович. Йоргос не успява да се наложи при „Нерадзурите“ и от 2005 до 2007 е играч на Бенфика. В Бенфика е и сънародникът му Константинос Кацуранис. За два сезона се превръща в ключова фигура за „лисабонските орли“. През 2007 халфът заявява, че иска да се върне в Гърция. Има договор с Бенфика за още един сезон, но той е прекратен по взаимно съгласие. От лятото на 2007 играе за родния си клуб Панатинайкос. Става и капитан на отбора. На 3 септември 2009 преподписва до 2012 година. Участва на Евро 2012, където е капитан на Гърция. В третия мач от групата срещу Русия изравнява рекорда по брой мачове на Теодорас Закоракис (120) и вкарва единственото попадение в мача, класирайки Гърция на 1/4 финал. През септември 2012 преминава във „Фулъм“ със свободен трансфер.
Месец по-късно изиграва 121-вия си мач за Гърция и подобрява редорда на Закоракис за най-много участия с националната фланелка.

## Отличия
- Шампион на Гърция: 1
  - Панатинайкос: 1996, 2010 г.
- Купа на Гърция
  - Панатинайкос: 2010 г.
- Копа Италия: 1
  - Интер: 2005 г.
- Суперкупа на Португалия: 1
  - Бенфика Лисабон: 2005 г.
- Европейски шампион: 1
  - Гърция: 2004 г.